# Christian Michelides

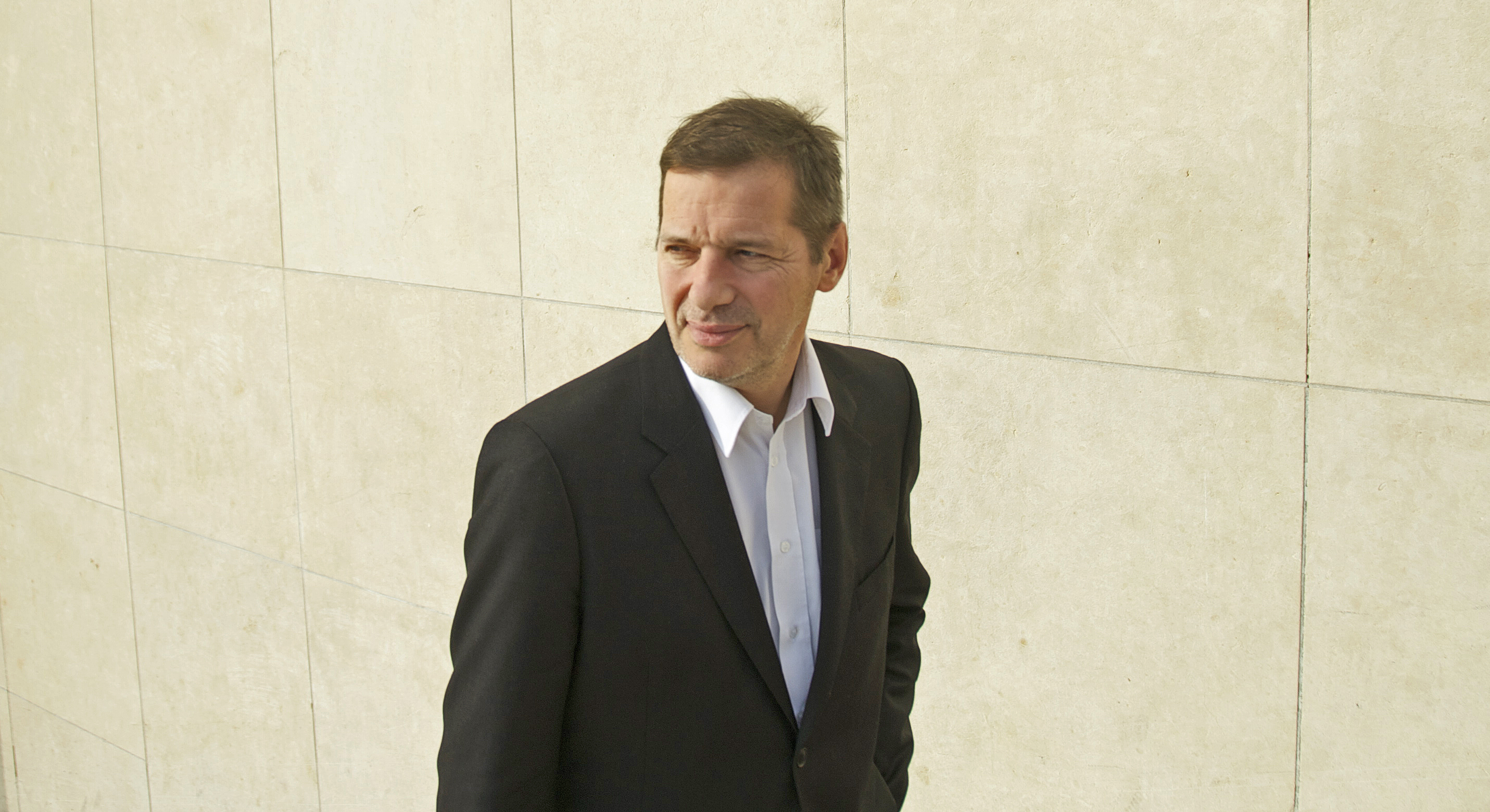
Christian Michelides, 2011 a Parigi

Christian Michelides (Graz, 19 luglio 1957) è un fotografo e psicoterapeuta austriaco, noto principalmente per il suo attivismo per i diritti umani. È il direttore del Lighthouse Wien.

## Biografia
Nel 1973 Michelides ha iniziato a lavorare come critico d'opera di un giornale provinciale chiamato Südost-Tagespost. Dopo aver lavorato come assistente alla regia per opere di Eugène Ionesco e Thomas Bernhard nel 1975 al teatro nazionale Austriaco, il Burgtheater, si è maturato nel 1978. Successivamente ha studiato storia dell'arte, filosofia e storia del teatro, oltre la professione del regista a Milano, Vienna e New York, mentre pubblicava ancora articoli su riviste e giornali austriache e italiane, come il Patalogo oppure il quotidiano il manifesto.
Negli anni '80 Michelides collaborò con la rivista Wiener (appena fondata), con l'agenzia pubblicitaria GGK Vienna e nel marketing della Swatch a Bienne. Allo stesso tempo, organizzò una serie di mostre a Vienna e pubblicò alcuni cataloghi. Per la prima volta in Europa presentò quattro giovani artisti americani (John Dugdale, Marcus Leatherdale, Todd Watts e Joel Peter Witkin) ed organizzò anche un'esposizione delle opere di Robert Mapplethorpe.
Nei primi anni '90 ha lavorato come giornalista investigativo per la rivista FORVM e per altre pubblicazioni in Austria e Germania. Michelides ha rivelato l'appartenenza a Thomas Bernhard in una sub-organizzazione del partito conservatrice chiamata Bauernbund, rivelava che Rudolf Augstein, il editore del giornale Der Spiegel,  aveva pubblicato sul giornale nazista Völkischer Beobachter. Alla fine espose Gertrud Fussenegger, allora la più importante scrittrice austriaca, come un ex-adoratore di Hitler. Michelides scoprì anche che l'Accademia delle scienze austriaca aveva segretamente interrotto l'assegnazione del Premio Franz Grillparzer, un premio per i drammaturghi lasciati in affidamento a tale scopo dal poeta nazionale austriaco, Franz Grillparzer. Inoltre, ha ricercato e documentato gli sforzi espansionistici di Alfred Toepfer, affascinato dell'idea della Grande Germania e i suoi stretti legami con Joseph Goebbels.
A partire dal 1994 la sua attenzione si spostò su questioni umanitarie, soprattutto all'attivismo per i diritti umani e alla difesa delle minoranze. Nel giugno 1995 fondò il primo Tribunale internazionale dei diritti umani a Vienna. Il tribunale era presieduto dagli attivisti per i diritti umani Freda Meissner-Blau e Gerhard Oberschlick; in questo tribunale, Michelides è stato il procuratore generale. Il tema del tribunale era la discriminazione e la persecuzione di lesbiche, gay, bisessuali e persone transgender in Austria durante il periodo dal 1945 al 1995.
Michelides è stato il fondatore dell'iniziativa "Häfn human" (galera umana) che ha consigliato e visitato i detenuti in sette prigioni dell'Austria. Batteva contro la discriminazione delle persone con HIV e AIDS e ha partecipato a organizzazioni di base come Club Plus, Selbsthilfe Wien e assistenza sociale da sotto. Dal 1995 al 1997, Michelides ha presieduto il Foro Austriaco dei Lesbiche and dei Gay (ÖLSF) e ha promosso la prima Gay Pride Parade in Austria, chiamata Regenbogenparade (manifestazione dell'arcobaleno). Nel 1998 cominciò il suo lavoro per i senzatetto.
Nel 2000 Michelides fondò il Lighthouse Wien, un rifugio per tossicodipendenti senzatetto con gravi traumi, molti dei quali sieropositivi. Nel 2002 si è laureato come consulente sessuale e di salute mentale. Dal 2009 Michelides dirige un gruppo psicoanalitico per uomini. Nel 2010 si è diplomato come psicoterapeuta. Ora lavora anche come analista di gruppo in uno studio privato, nella Praxis Löwengasse.

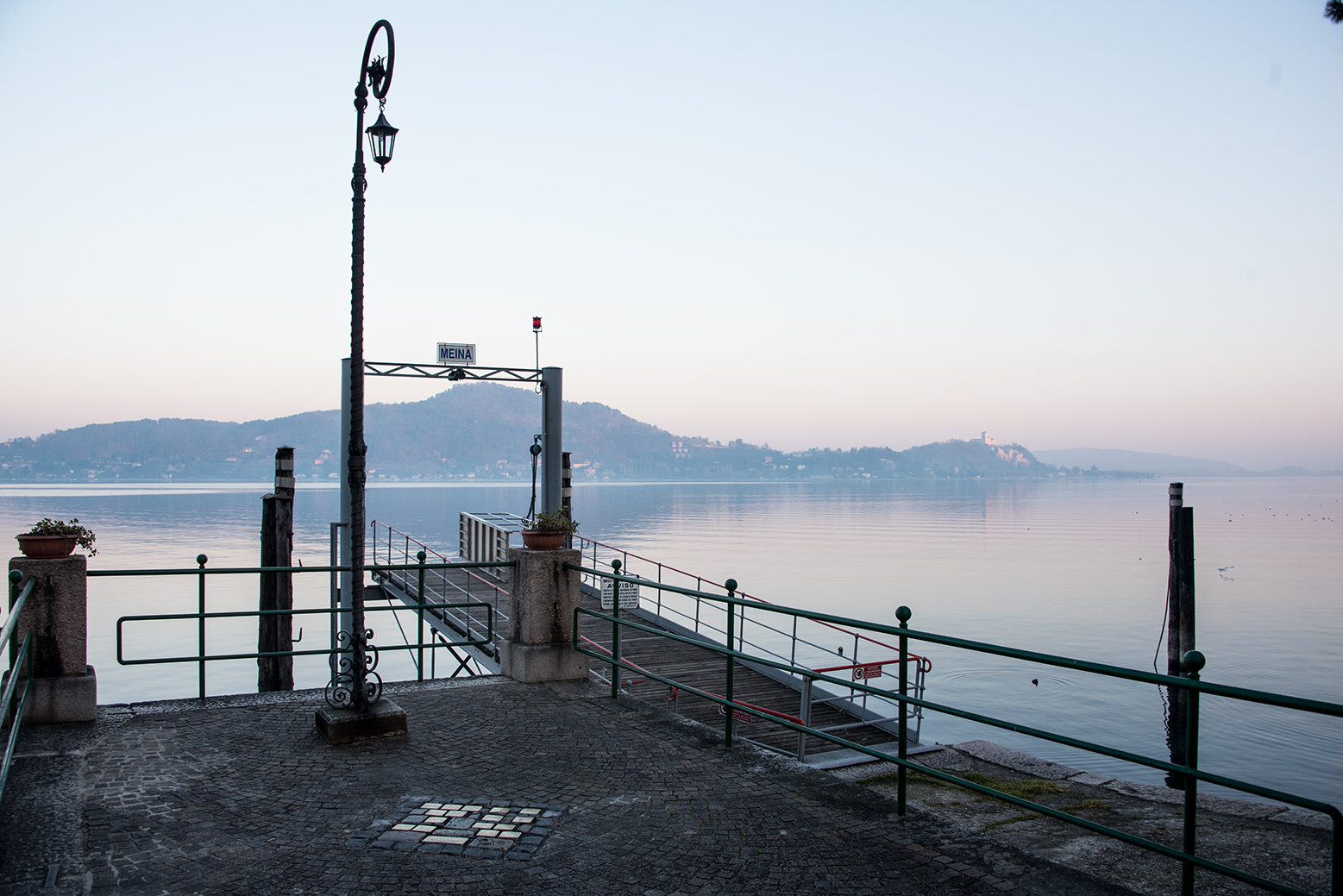
Pietre d'inciampo a Meina, 2016
Fotografia di Christian Michelides

Come fotografo, lavora spesso in Italia. Ha fotografato soprattutto teatro e la lirica – alla Scala ed al Piccolo Teatro di Milano, all'Opera di Roma, al La Fenice, al Teatro Verdi di Trieste ed al Teatro Comunale di Bologna. 
Insieme al suo socio Francisco Peralta Torrejón, ha documentato quasi tutte le pietre d'inciampo collocate da Gunter Demnig in Italia.

### Opere e partecipazioni
- (DE)  Christian Michelides, Wiener Blut '83 – eine Gesellschaftskomödie mit Paten und Kindern: eine Aufstellung und Hängung von Werken durch Christian Michelides in der Galerie in der GGK Wien, dal 24 marzo al 16 giugno 1983, Michelides, 1983,
- (EN)  Marcus Leatherdale, Kathy Acker e Christian Michelides, Marcus Leatherdale: His Photographs and Text, Molotov, 1983.
- (DE)  Fotografie '83, Verlag nicht ermittelbar, 1983.
- (DE)  Lothar Rübelt: das Geheimnis des Moments ; 36 ausgewählte Photographien und ein Text von Lothar Rübelt ; ein Buch in einer Serie über Menschen und Jahre, M. Verlag- u. VeranstaltungsgmbH, 1985
- (DE)  Memorandum: über die Stiftungen des Alfred C. Toepfer und deren Zusammenarbeit mit der Universität Wien, Neues Komitee zur Rettung des Grillparzer-Preises, 1991